# رومن زاخ
رومن زاخ (چکی: Roman Zach؛ زادهٔ ۱۳ ژوئن ۱۹۷۳) بازیگر و آهنگساز اهل جمهوری چک است.
از فیلم‌ها یا برنامه‌های تلویزیونی که وی در آن نقش داشته‌است، می‌توان به من، اولگا هپناروا، انتروپوید و ساختمان پزشکان در باغ رز اشاره کرد.